# Egberto Gismonti
Egberto Gismonti (født 5. december 1947 i Rio de Janeiro, Brasilien) er en brasiliansk pianist, guitarist, komponist og arrangør. Han har en arabisk far og en italiensk mor. 

## Biografi
Egberto Gismonti blev tidligt interesseret i musik og lærte sig at spille guitar og klaver. Senere modtog han undervisning i klassisk klaver og studerede i Paris under
Nadia Boulanger. Da han kom tilbage til Brasilien blev han engageret i landets musiktradition. Han tilegnede sig viden om musikstruktur og fornyede den nutidige brasilianske instrumentalmusik.
Egberto Gismonti har gæstet Danmark mange gange siden 1978, hvor han spillede i Jazzhus Montmartre. Senest i 2001, hvor han optrådte i Dronningesalen (Den Sorte Diamant, København).
Egberto Gismonti har indspillet for eget selskab (Carmo), ligesom han i en årrække har været tilknyttet det tyske selskab ECM.

## Stil
Gismontis musik er kendetegnet ved at indeholde traditionel brasiliansk klang, temperament og fyrighed såvel som mere stringent europæisk stilrenhed. Han behersker flyglet og den specialbyggede 10-strengede guitar med virtuositet og er en medrivende performer.